# كأس فيد 1996
كأس فيد 1996  هو الموسم 34 من  كأس فيد. أقيم خلال الفترة 19 يناير 1996 وحتى 29 سبتمبر 1996، وفاز فيه منتخب الولايات المتحدة لكأس فيد.